# Rock à Montpellier
Montpellier est une ville où la culture rock est assez présente, portée en particulier par une vie étudiante importante.

## Historique

### Les débuts
Dès le début des années 1970, la scène rock montpelliéraine est très dynamique, certains groupes se taillant une solide réputation locale, voire régionale, dans les styles rock progressif ou Krautrock. On retiendra de cette époque le Rob Jo Star Band, Savannah, Préhistoire, le groupe Coïncidence des frères Jean-Claude et Jean-Pierre Llabador ou, dans un style bien plus pop, le groupe de Gérard Pansanel « Confiture ». Ce dernier, tout comme Jean-Pierre Llabador, fera par la suite une belle carrière dans le jazz. Pascal Comelade, originaire de Montpellier sort également un premier album de rock électronique en 1975 et Patrick Chenières écume les amphis et bars-restos avec ses différents groupes comme « Indigo blue » et « Vélo rouge », avant de se transformer en Général Alcazar.
Du 3 au 5 août 1971, le "Front de Libération de la Jeunesse" organise à Montpellier une "fête sauvage internationale". De nombreux hippies venus de France et de l'étranger, se retrouvent d'abord dans le centre ville puis finalement le 9 août sur les plages de Palavas-les-Flots d'où ils seront le lendemain délogés par la gendarmerie qui les invitera à se rendre sur le Larzac. Cet évènement sera relayés dans les médias de l'époque, aux informations télévisées nationales ou encore dans le magazine Rock & Folk. Le 17 août, c'est Johnny Hallyday qui se produit sur scène dans les arènes de Palavas.
En 1974 à Prades-le-Lez, village en périphérie de Montpellier, se forme  « La Fanfare bolchévique », collectif autogéré et militant prônant la démocratisation de la musique et accueillant au fil du temps de nombreux musiciens amateurs. La Fanfare participera à de nombreuses luttes sociales et écologiques (grèves, manifestations, fêtes militantes…) en jouant des réinterprétations de chants révolutionnaires ou régionaux lorgnant parfois vers le free jazz.. Une anthologie (1974-1979) sera éditée en 33 tour sur le label « Disques Vendémiaire ». La fanfare accueillera également au Moulin à Prades-le-Lez, leur lieu de répétition, les 25 et 26 janvier 1974, le groupe de  jazz Montpelliérain « Intercommunal Free Dance Orchestra » avec entre autres musiciens François Tusques, Michel Marre et René Nan, pour enregistrer un double 33 tours édité sur le label militant « Le temps des Cerises ». Cette scène musicale locale partage avec le rock un esprit autogéré, indépendant et militant.
Dans le cadre du Rezo Zéro (Initiative visant à mettre en réseau les structures programmatrices de concerts en France), un festival est également organisé du 13 au 30 mars 1974, dans le grand amphithéâtre de la faculté de sciences. S'y produiront notamment les groupes Magma et Can mais également des groupes locaux.
Le 14 mai 1977, un « collectif lycéen » organise avec le soutien de l'Association « L'oustal » et de la municipalité de gauche nouvellement élue, un festival « Piop » (sic) sur la place de la Comédie et l'Esplanade avec quatre scènes dont une où jouèrent la plupart des groupes rock locaux comme Keust (nouvelle formation de certains membres du Rob Jo Star Band), Selmi's, Horizon et Design. Une autre scène était dédiée au jazz avec Paysage de fantaisie mené par le batteur Denis Fournier, Oasis Jazz band, Jazz Oc et la Fanfare bolchévique. Deux autres scènes y furent consacrées au théâtre et à la danse.
Mais c'est véritablement dans les années 1980 et 90, que le rock à Montpellier va prendre son envol avec une série de groupes qui connaîtront un destin national, et l'émergence des radios libres au niveau local (comme l'Eko des Garrigues, Radio Clapas et Radio Alligator). On peut citer en particulier les groupes punk rock OTH (actif entre 1978 et 1991), Les Sheriff (entre 1984 et 1998), les Vierges (qui jouent encore en 2015) qui sont devenus pour de nombreux rockeurs francophones trois références mythiques. Le Hard rock sera aussi représenté avec notamment le groupe Vitriol  présent sur la compil  Stock Music Collection » (1983) qui présente six groupes de hard rock de Montpellier. De son côté Les Parallèles de Montségur représentent localement la tendance new wave.
C'est également à cette époque qu'une salle de concert incontournable ouvre à Montpellier : le Grand odéon, qui se transformera en 1986 en Rockstore. D'autres salles ouvriront parmi lesquelles Le Doyen, le Phylactère, puis Victoire 1 et 2 (salles municipales avec locaux de répétition, créées à l'initiative du groupe OTH, dont le manager Alain Voyer fut le premier gérant avec Martine Vincériat) en 1985, puis le Zénith (première salle de ce type implantée en région en 1986), le Dinosaure, Mimi la Sardine en 1992, l’Antirouille en 1994.
En janvier 1988, les deuxièmes « États Généraux du Rock » (français) sont organisés sur trois jours dans plusieurs lieux de la ville, par les associations « Bigoudi impérial » et « OIS - Organisation des Images et des Sons » avec le soutien de la municipalité, avec un final au Zénith où jouèrent les Berurier Noir, Los Carayos et OTH. Ces états généraux furent reconduits l'année suivante.
En 1989, la municipalité de Montpellier décide d'aider la culture rock locale en mettant en place le « Grand prix rock de la Ville de Montpellier ». Il s'agit d'éditer chaque année une compilation regroupant plusieurs groupes locaux, sélectionnés par un jury de professionnels. Cette opération sera reconduite jusqu'en 2008.
Plus tard (en 1998) dans la même optique de permettre le développement des groupes émergeant, sera mis en place au Rockstore le tremplin Duels Rock (sous la férule de 280 Com et de Pascal Portugues, chanteur de DeStijl) reconduits chaque année depuis cette date.
Deux associations créées dans les années 1990 sont toujours actuellement des supports importants de diffusion du rock à Montpellier : L'association Lola Product (crée en 1991) ouvrira en 2001 le « Subsonic » en centre ville. L'association Tout à Fond (créée en 1996) ouvrira la « Secret Place » en périphérie à Saint jean de Védas. Ces deux lieux différents sont deux salles de concert, mais organisent également des festivals, des événements dans d'autres lieux de la ville et de la région et proposent des locaux de répétitions, des studios d'enregistrement et des labels musicaux.
Au tout début des années 1990, un autre mouvement musical fait également son apparition à Montpellier comme dans tout le sud de la France, il s'agit de la techno avec l'apparition des premières free parties organisées dans la région, avec « les pingouins » et divers DJ et MC locaux. Le festival Boréalis est également mis en place de 1993 à 1999.

### Le XXIième siècle
Dans les années 2000 et 2010, la scène locale est toujours très riche avec de nombreux cafés concerts et groupes dans tous les styles diversifiés des musiques actuelles. Certains groupes montpelliérains connaissent un destin national voire international. Parmi ceux qui rencontrent le plus de succès au niveau national, on peut citer : Rinôçérose (electro-rock), Fanga (afro-beat), Scotch & Sofa (Chanson), Set&Match (hip hop), Hegemon (Black Metal), Marvin (noise rock) ou encore HighWay (Hard-Rock).
De nombreux labels musicaux et associations sont aussi présents à Montpellier chacun avec leur(s) esthétique(s) musicale(s) spécifique(s). Ainsi, par exemple, alors que Head Records est plutôt orienté vers le noise hardcore et ses dérivés, Lost Pilgrims vers le Post-Hardcore et le Doom Metal, Solar Asceticists Productions se consacre au Black Metal et au Néofolk, Rude Awakening s’intéresse plutôt au Jazz et aux musiques expérimentales, Be Fast et pour finir Lola Products se spécialise davantage dans le punk rock, le rockabilly et le métal.
Des magazines indépendants se focalisent sur l'activité des musiques underground également, Dead Church zine ou encore Mithra! Templezine. Certaines de ces structures mutualisent leurs moyens et leurs compétences au sein de l’APREM LR (association des producteurs et éditeurs de musique en Languedoc-Roussillon). On trouve également de nombreux studios d'enregistrement dans la ville et aux alentours.
L'activité gravitant autour du Metal Extrême reste assez peu représentée autour de Montpellier. Concernant le Black Metal, une partie des Légions Noires au début des années 1990 représenteront le mieux ce qui équivaut à une émergence significative avec en son sein un projet culte dans la scène française et mondiale : Mütiilation. Ce projet donnera par la suite naissance à un regroupement pour les Légions Noires avec d'autres comme Belathuzur, Satanic Tenebrae ou encore Vagezariavtre. À l'heure actuelle, les groupes actifs de Black Metal sont Hegemon, Dr Livingstone, K.L.L.K et Avitum. Le Death Metal quant à lui est toujours resté plus ou moins inexistant, mais quelques groupes ont tout de même réussis à se faire un nom : les trois groupes de courte durée sont : Maggots, Explicit Hate et Insanity (ayant fait des tournées avec le groupe Massacra), puis des groupes plus tardifs comme Combustion Spontanée et Antropofago.
La culture rock est également liée à d'autres formes artistiques parmi lesquelles le graphisme est un composant important. Dans ce domaine également on trouve de nombreux créateurs (graphistes, dessinateurs de bandes dessinées, peintres…) liés de près ou de loin au rock à Montpellier. Ainsi par exemple le collectif « En Traits Libres », sous l'impulsion du dessinateur de bandes dessinées Mattt Konture peut être associé à cette culture. Plus récemment l'activité artistique de la galerie « Le Mat' » connait une évolution significative, gérée par l'artiste : Nils Bertho, elle y accueille des groupes de musiques expérimentales et des indépendants de l'art visuel.

## Principaux groupes et artistes de la scène rock montpelliéraine
Liste non exhaustive des principaux groupes musicaux montpelliérains.
- Les Acrobates : Chanson Pop-Rock
- Chozpareï : Folk Rock ;
- Dimoné : Chanson pop ;
- Drive Blind : Noiserock ;
- Gate of Mind : Groove Thrash HardCore;
- Général Alcazar (1950-†2013): Rock / Lyrique ;
- HighWay (Groupe) : Hard-Rock ;
- The Hop La ! : Punk-Rock ;
- Koacha : Pop-Rock ;
- Iaross : Chanson rock ;
- Marvin : Noise Rock[15] ;
- Les Molards : Punk Rock ;
- Mütiilation : Black Metal ;
- Murder At The Pony Club : Garage Rock Stoner ;
- OTH : Punk Rock ;
- Otis Wood : Rock[16] ;
- Pascal Comelade : Chanson Rock ;
- Peach ftl : Néo metal ;
- Rinôçérôse : Électro Rock ;
- Sherwood : Rock ;
- Les Sheriff : Punk-Rock ;
- Tulaviok : Punk ;
- Zephyr 21 : Pop-Punk.

## Principales salles de concerts et principaux café concerts accueillant la scène rock montpelliéraine
- Rockstore, salle de concert de 800 places emblématique du centre-ville depuis 1986[17] ;
- Victoire 2, à Saint-Jean-de-Védas, 700 places[17] ;
- Secret Place, salle de concert associative à Saint-Jean-de-Védas, spécialisée dans le metal et le punk, 300 places[17] ;
- Mojomatic, concerts de la scène locale, 100 places en sous-sol d'un bar[17] (fermé en 2013) ;
- Antirouille, Salle de concert, bar en centre-ville[17] ;
- La pleine Lune, Bar Concerts (fermé en 2020)[17]
- Le Jam, salle de concert spécialisée dans le Jazz, mais à la programmation éclectique, 350 places[17] ;
- Le Black Sheep[18], bar concerts (anciennement Le Baloard), 120 places[17].

## Principaux festivals et rassemblements périodiques de la scène rock montpelliéraine
- Le Just'N'Fest[19],[20], festival Rock/Metal annuel dans la ville de Saint-Just (Hérault) ;
- Palmarosa Festival[21], festival Rock annuel à Montpellier ;
- Stone Bridge Festival[22], festival Rock annuel à Montpellier.